# 滝原温泉 ほたるの湯
滝原温泉 ほたるの湯（たきはらおんせん ほたるのゆ）は、和歌山県広川町にある温泉旅館。

## 概要
滝原温泉 ホタルの湯は、和歌山県広川町にある温泉旅館である。名前の通り、6月ごろにはこの周辺ではホタルが多く飛び、観光客が多く訪れている。また、近くの広川ダムでは春に桜が咲き、花見客も訪れる。

## 施設

### 温泉
- 露天風呂
- 大浴場
- サウナ
- 水風呂

### 宿泊
- 全９室（８畳間の和室）
- 全室温水洗浄トイレ完備

### 食事
- 食堂
- 宴会場

## 周辺
- 広川ダム - 約1,000本の桜[1]があり、春には花見客で賑う。
- 広川町立津木中学校 - ホタルの保護活動を行っている。
- 滝原ふるさとふれあい公園

## アクセス
- JR紀勢本線利用「湯浅駅」下車、タクシー利用で約20分
- 湯浅御坊道路広川インター下車、国道４２号線より南下、和歌山県道21号広川川辺線約10分